# Sondre Langås
Sondre Klingen Langås (Namsos, 2 febbraio 2001) è un calciatore norvegese, difensore del Derby County e della nazionale norvegese.

## Carriera

### Club
Langås ha iniziato a giocare nel Ranheim, dove è stato promosso in prima squadra nel gennaio del 2020. Ha debuttato il 17 agosto 2020 nell'incontro di 1. divisjon perso 4-0 contro il Sogndal e poche settimane dopo è passato in prestito al Stjørdals-Blink fino al termine dell'anno.
Rientrato al Ranheim vi ha giocato per due stagioni e mezza nelle quali si è guadagnato un posto da titolare al centro della difesa.
Nell'estate del 2023 è stato ceduto al Viking.

### Nazionale
Il 27 agosto 2024 viene convocato per la prima volta dalla nazionale maggiore norvegese, con cui ha esordito il 9 settembre seguente subentrando nei minuti finali della dell'incontro di Nations League vinto 2-1 contro l'Austria.

## Statistiche

### Presenze e reti nei club
Aggiornato all'8 marzo 2025.
| Stagione        | Squadra         | Campionato      | Campionato | Campionato | Coppe nazionali | Coppe nazionali | Coppe nazionali | Coppe continentali | Coppe continentali | Coppe continentali | Altre coppe | Altre coppe | Altre coppe | Totale | Totale | Totale |
| Stagione        | Squadra         | Comp            | Pres       | Reti       | Comp            | Pres            | Reti            | Comp               | Pres               | Reti               | Comp        | Pres        | Reti        | Pres   | Reti   |        |
| --------------- | --------------- | --------------- | ---------- | ---------- | --------------- | --------------- | --------------- | ------------------ | ------------------ | ------------------ | ----------- | ----------- | ----------- | ------ | ------ | ------ |
| gen.-nov. 2020  | Ranheim         | 1D              | 2          | 0          | -               | -               | -               | -                  | -                  | -                  | -           | -           | -           | 2      | 0      |        |
| nov.-dic. 2020  | Stjørdals-Blink | 1D              | 3          | 0          | -               | -               | -               | -                  | -                  | -                  | -           | -           | -           | 3      | 0      |        |
| 2021            | Ranheim         | 1D              | 7          | 0          | CN              | 0               | 0               | -                  | -                  | -                  | -           | -           | -           | 7      | 0      |        |
| 2022            | Ranheim         | 1D              | 27         | 0          | CN              | 4               | 0               | -                  | -                  | -                  | -           | -           | -           | 31     | 0      |        |
| gen.-lug. 2023  | Ranheim         | 1D              | 11         | 0          | CN              | 3               | 1               | -                  | -                  | -                  | -           | -           | -           | 14     | 1      |        |
| Totale Ranheim  | Totale Ranheim  | Totale Ranheim  | 47         | 0          |                 | 7               | 1               |                    | -                  | -                  |             | -           | -           | 54     | 1      |        |
| ago.-dic. 2023  | Viking          | ES              | 10         | 1          | CN              | 0               | 0               | -                  | -                  | -                  | -           | -           | -           | 10     | 1      |        |
| 2024            | Viking          | ES              | 30         | 1          | CN              | 3               | 0               | -                  | -                  | -                  | -           | -           | -           | 33     | 1      |        |
| Totale Viking   | Totale Viking   | Totale Viking   | 40         | 2          |                 | 3               | 0               |                    | -                  | -                  |             | -           | -           | 43     | 2      |        |
| feb.-giu. 2025  | Derby County    | FLC             | 6          | 0          | FACup+CdL       | -               | -               | -                  | -                  | -                  | -           | -           | -           | 6      | 0      |        |
| Totale carriera | Totale carriera | Totale carriera | 96         | 2          |                 | 10              | 1               |                    | -                  | -                  |             | -           | -           | 106    | 3      |        |

### Cronologia presenze e reti in nazionale
| Cronologia completa delle presenze e delle reti in nazionale ― Norvegia | Cronologia completa delle presenze e delle reti in nazionale ― Norvegia | Cronologia completa delle presenze e delle reti in nazionale ― Norvegia | Cronologia completa delle presenze e delle reti in nazionale ― Norvegia | Cronologia completa delle presenze e delle reti in nazionale ― Norvegia | Cronologia completa delle presenze e delle reti in nazionale ― Norvegia | Cronologia completa delle presenze e delle reti in nazionale ― Norvegia | Cronologia completa delle presenze e delle reti in nazionale ― Norvegia |
| Data                                                                    | Città                                                                   | In casa                                                                 | Risultato                                                               | Ospiti                                                                  | Competizione                                                            | Reti                                                                    | Note                                                                    |
| ----------------------------------------------------------------------- | ----------------------------------------------------------------------- | ----------------------------------------------------------------------- | ----------------------------------------------------------------------- | ----------------------------------------------------------------------- | ----------------------------------------------------------------------- | ----------------------------------------------------------------------- | ----------------------------------------------------------------------- |
| 9-9-2024                                                                | Oslo                                                                    | Norvegia                                                                | 2 – 1                                                                   | Austria                                                                 | UEFA Nations League 2024-2025                                           | -                                                                       | 90+6’                                                                   |
| 17-11-2024                                                              | Oslo                                                                    | Norvegia                                                                | 5 – 0                                                                   | Kazakistan                                                              | UEFA Nations League 2024-2025 - 1º turno                                | -                                                                       | 73’                                                                     |
| Totale                                                                  |                                                                         | Presenze                                                                | 2                                                                       |                                                                         | Reti                                                                    | 0                                                                       |                                                                         |